# جويل فيليكس
جويل فيليكس (بالفرنسية: Joel Felix)‏ هو مؤرخ فرنسي، ولد في 1960.